# جي بي 2 البحرين 2014

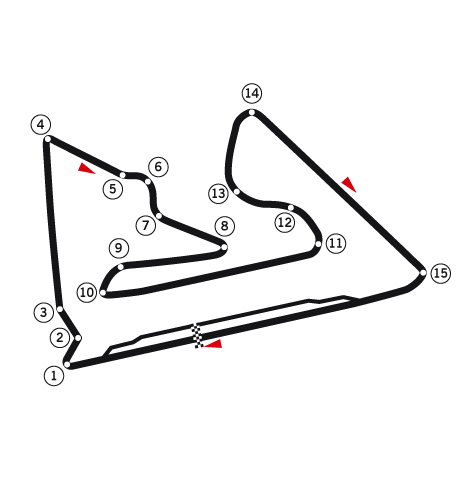

جي بي 2 البحرين 2014 هو زوج من سباقات السيارات الذي عقد في 5 و 6 أبريل 2014 في حلبة البحرين الدولية في الصخير بالبحرين ضمن الجولة الأولى من موسم جي بي 2 2014. السابق دعم سباق جائزة البحرين الكبرى 2014.
كان جوليون بالمر أول المنطلقين في السباق ولكن بعد بداية سيئة تعرض للاصطدام بستوفيل فاندورن في الزاوية الأولى. فاز فاندورن بالسباق فيما احتل كارلن جوليان ليال المركز الثاني وبالمر المركز الثالث.